# Money in the Bank (2025)
Money in the Bank 2025 року, також рекламоване як Money in the Bank: Los Angeles — це PPV та лайвстримінгове шоу професійного реслінгу, організоване американською компанією WWE. Це 16-й щорічний захід Money in the Bank, який відбувся в суботу, 7 червня 2025 року (за місцевим часом), у Intuit Dome в Інглвуді, штат Каліфорнія. Вперше шоу цієї серії транслювапось на Netflix на більшості міжнародних ринків, а участь взяли реслери з брендових підрозділів компанії RAW та SmackDown, а також один представник сестринської компанії AAA.
В основі концепції заходу знаходився матч з драбинами «Money in the Bank» — багатосторонній матч з драбиною, в якому учасники змагаються за кейс з контрактом, що дає володарю право на титульний матч за будь-яке індивідуальне чемпіонство свого бренду на власний вибір у будь-який час протягом наступного року. Також на шоу 2025 року відбулась остання поява Джона Сіни на шоу Money in the Bank у статусі реслера, оскільки наприкінці 2025 року відбудеться його відхід з професійного реслінгу.

## Сюжети
Шоу включало в себе матчі, що стали результатом сценарних сюжетних ліній. Результати визначались сценаристами WWE на брендах RAW та SmackDown, а сюжетні лінії були створені на щотижневих телевізійних шоу WWE: Monday Night RAW та Friday Night SmackDown.
Відбіркові матчі до чоловічого бою з драбинами Money in the Bank складалися з шести тристоронніх поєдинків, що відбувались протягом випусків RAW та SmackDown. Таким чином на кожен з двох брендів було виділено три місця у запланованому бою. Перший відбірковий матч відбувся в епізоді SmackDown від 16 травня, у якому Соло Сікоа переміг Джиммі Усо та Рея Фенікса. Ел Ей Найт пройшов відбір на SmackDown наступного тижня, перемігши Алістера Блека та Шінсуке Накамуру. Два відбіркові бої відбулися в епізоді RAW від 26 травня: Пента переміг Чада Ґейбла та Дрегона Лі, а пізніше Сет Роллінс переміг Фінна Балора та Семі Зейна. На SmackDown, того ж тижня, Андраде завоював останнє місце для бренду SmackDown, перемігши Кармело Хейза та Джейкоба Фату, а фінальний учасник від RAW визначився в епізоді червоного щотижневика від 2 червня, у якому Ель Гранде Американо переміг Ей Джея Стайлза та Сі Ем Панка.
Відбіркові матчі до жіночого бою з драбинами Money in the Bank складалися з шести тристоронніх поєдинків, які відбувалися в епізодах RAW та SmackDown, також з трьома місцями для кожного бренду. Як і чоловічі, відбіркові матчі для жінок розпочалися 16 травня в епізоді SmackDown, у якому Алекса Блісс перемогла Челсі Грін та Мічін. Наступні два відбіркові матчі відбулися 19 травня в епізоді RAW, де Роксанн Перес перемогла Беккі Лінч і Наталію, а потім Рія Ріплі перемогла Кайрі Сейн і Зої Старк. Четвертий відбірковий учасник був визначений на SmackDown того ж тижня: Джулія перемогла Шарлотт Флер і Зеліну Вегу. Фінальну учасницю від SmackDown було визначено в епізоді синього щотижневика від 30 травня, у якому Наомі перемогла Джейд Каргілл та Наю Джакс. Фінальну учасницю від RAW було визначено в епізоді червоного щотижневика від 2 червня, у якому Стефані Вакер перемогла Айві Найл і Лів Морган.
Під час шоу Королівська Битва, 1 лютого 2025 року, Джей Усо виграв чоловічий однойменний матч, викинувши останнім Джона Сіну. Під час 1-ої ночі Реслманії 41 Усо виграв титул чемпіона світу у важкій вазі, а 2-ої ночі, тепер уже лиходій Сіна переміг Коді Роудса і здобув титул Беззаперечного чемпіона WWE. Після Реслманії Роудс взяв відпустку, а Усо почав ворогувати з Логаном Полом. На Saturday Night's Main Event XXXIX, 24 травня, Сіна зіткнувся з Усо за лаштунками перед захистом титулу останнього у бою з Полом. Джон прокоментував можливість того, що Усо програє свій титул «ютуберу», і як це «зруйнує реслінг», що власне Сіна пообіцяв зробити сам, адже оголосив про свої наміри піти на професійну пенсію у статусі чемпіона в кінці 2025 року. Пізніше, того ж вечора, Сіна втрутився в матч за титул на користь Пола, але йому завадив Роудс, який здійснив повернення. Згодом Усо утримав Пола й зберіг свій титул. Після матчу Коді оголосив, що він і Усо зустрінуться з Сіною і Полом у командному матчі на Money in the Bank, який пізніше був офіційно оголошений.
Під час 2-ої ночі Реслманії 41 Лайра Валькірія об'єдналася у команду з Беккі Лінч, яка тоді ж повернулася до виступів, аби виграти жіноче Командне чемпіонство WWE. Їм це вдалося, але вони одразу ж втратили титули наступної ночі, в матчі-реванші на RAW, що розлютило Лінч і змусило її обернутися проти Валькірії. Потім вони зійшлися в матчі за титул Інтерконтинентальної чемпіонки WWE, де перемогу здобула Валькірія, але після бою Лінч атакувала Валькірію ще агресивніше. Валькірія потім коштувала Лінч перемоги у кваліфікаціії до жіночого бою з драбинами Money in the Bank, в епізоді RAW від 19 травня. 26 травня, на Money in the Bank був запланований матч-реванш за титул Інтерконтинентальної чемпіонки. Того вечора на RAW Лінч запропонувала умову «Останній Шанс» для даного матчу: якщо Валькірія виграє, Беккі ніколи не буде претендувати на титул знову, поки Валькірія буде чемпіонкою, але якщо Лінч виграє, то Валькірія повинна буде підняти руку опонентки і визнати Лінч кращою реслеркою, по аналогії з тим, як Лінч зробила на NXT: Halloween Havoc у 2023 році, коли вона програла жіноче Чемпіонство NXT Валькірії. Лайра згодом погодилася на дані умови.
Під час шоу Worlds Collide, що проходило за кілька годин до Money in the Bank, присутній на шоу Домінік Містеріо висміяв Октагона молодшого з компанії AAA, що тільки-но переміг у командному бою. Причиною насмішок став той факт, що Октагон був фанатом Рея Містеріо, батька Домініка. Почалася бійка і згодом Домінік викликав Октагона молодшого на поєдинок на шоу Money in the Bank, поставивши на кін свій Інтерконтинентальний титул. Згодом матч був затверджений офіційно.

## Матчі
| №                                                    | Результати | Умови | Час   |
| ---------------------------------------------------- | --- | --- | ----- |
| 1                                                    | Наомі перемогла Алексу Блісс, Роксанн Перес, Рію Ріплі, Джулію та Стефані Вакер знявши кейс.                        | Шестисторонній матч з драбинами «Money in the Bank» за контракт на поєдинок за жіноче одиночне чемпіонство на вибір | 25:15 |
| 2                                                    | Домінік Містеріо (c) (з Лів Морган) переміг Октагона молодшого утриманням опонента.                                 | Одиночний матч за Інтерконтинентальне чемпіонство WWE | 4:55  |
| 3                                                    | Беккі Лінч перемогла Лайру Валькірію (c) утриманням опонентки.                                                      | Одиночний матч за Інтерконтинентальне чемпіонство WWE серед жінок Якщо Лінч програє, то не зможе претендувати на зазначений титул, поки Лайра є чемпіонкою. Якщо Валькірія програє, то буде змушена підняти руку Беккі й визнати її кращою за себе. | 15:20 |
| 4                                                    | Сет Роллінс (з Полом Гейманом) переміг Соло Сікоа, Ел Ей Найта, Пенту, Андраде та Ель Гранде Американо знявши кейс. | Шестисторонній матч з драбинами «Money in the Bank» за контракт на поєдинок за одиночне чемпіонство на вибір | 33:35 |
| 5                                                    | Коді Роудс та Джей Усо перемогли Джона Сіну й Логана Пола утриманням опонента.                                      | Командний матч | 23:45 |
| \| (c) \| – чемпіон(-и) на момент старту поєдинку \| | | |       |
| (c)                                                  | – чемпіон(-и) на момент старту поєдинку                                                                             | |       |